# Kyle Braxton
Kyle Braxton es un personaje ficticio de la serie de televisión australiana Home and Away, interpretado por el actor Nicholas Westaway del 8 de agosto de 2012 hasta el 21 de abril del 2016.
En agosto del 2015 se anunció que se había unido al especial "Home and Away: An Eye for An Eye" el 9 de diciembre del mismo año. En agosto del 2016 se anunció que Nic interpretaría nuevamente a Kyle durante el nuevo especial de la serie "Home and Away: Revenge" el cual será estrenado el 19 de diciembre del mismo año. También aparecerá en el tercer especial titulado "Home and Away: All or Nothing", el cual será estrenado el 26 de enero del 2017.

## Antecedentes
Kyle es hijo de una aventura que tuvo su madre con Danny Braxton mientras este estaba casado con Cheryl. Su madre sufrió de alcoholismo por lo que la infancia de Kyle fue difícil. Danny ocasionalmente lo visitaba, dormía en la casa con su madre, desayunada y se iba con su esposa Cheryl y sus hijos Brax, Heath y Casey.
Cerca de llegar a la adolescencia su padre Danny fue enviado a prisión por robo y su madre se dedicó a destruirse, ya en la adolescencia su madre se fue y Kyle se fue a vivir con unos padres adoptivos. Poco después de volver a establecer contacto con su padre se metió en problemas gracias a él entre ellos robos, asaltos y robos de coches lo cual lo llevó varias veces a prisión.

## Biografía
Kyle llegó por primera vez a la bahía cuando Danny lo llamó para que le llevara una pistola y elementos para realizar un robo; poco después vuelve a aparecer en la bahía cuando Danny lo llama para pedirle que lo espere afuera del bar que iba a robar.
Más tarde Kyle comienza a seguir a Casey Braxton en varias ocasiones, primero cuando va a surfear, luego cuando Casey y Sasha Bezmel van a un bosque y más tarde cuando Casey y su hermano mayor, Darryl "Brax" Braxton se van de paseo, al día siguiente mientras Brax va a comprar comida Kyle ataca a Casey y lo secuestra abandonándolo en el desierto de Melbourne, cuando Casey despierta Kyle le revela que es hijo de Danny y que es su medio hermano. Kyle tiene el mismo tatuaje que Danny y Casey "All or Nothing". 
Cuando Kyle se da cuenta de que Brax no parara hasta encontrar a Casey, le dice que llame a Brax y le diga que no quiere que lo siga buscando y que no volverá a la bahía, sin embargo Casey logra darle unas pistas a Brax quien se da cuenta de que ja sido secuestrado y junto a Natalie Davison van a buscarlo. Más tarde Kyle lo deja en el desierto para que muera pero cuando se topa con Brax regresa por Casey, ahí descubre a Tamara Kingsley intentando ayudar a Casey a escapar y decide matarlos, sin embargo Casey y Tamara logran escapar y cuando Kyle se da cuenta de que Brax se acerca, huye. Natalie se va con Casey mientras que Brax persigue a Kyle cuando lo encuentra ambos pelean y Kyle le dice que es su hermano Brax finalmente lo suelta y le dice que no quiere verlo cerca de su familia y regresa con Natalie y Casey mientras que Kyle regresa a Melbourne donde se esconde con su amiga Mackenzie "Mac" Watson, cuyo papá era amigo de Danny y juntos hacían trabajos con drogas.
Brax se entera de que Kyle está en Melbourne y junto a Heath viajan para encontrarlo, al inicio Kyle se esconde de ellos pero después acepta mudarse a la bahía con sus hermanos y así ayudar a Casey. El día de su llegada Casey lo recibe con un golpe en la cara, poco después Brax y Heath lo dejan quedarse en la casa con ellos. Más tarde Kyle va con Brax a la policía para dar su declaración. Cuando regresan a la casa Kyle apoya a Casey cuando ambos hablan con Brax y le dice que Tamara la joven que ayudó a Casey en el desierto es real, cuando Kyle es llamado al estrado atestigua a favor de Casey, quien poco después es encontrado inocente de asesinato, esa misma noche Kyle es arrestado por haber secuestrado y asaltado a Casey y sus hermanos le consiguen un abogado para poder sacarlo de la cárcel, un día después Brax lo saca bajo fianza y poco después Kyle se muda un corto tiempo con Adam Sharpe. Finalmente Kyle es aceptado por sus hermanos y Brax lo invita a mudarse con ellos. 
En el 2013 cuando Kyle y Brax descubren que Heath ha desaparecido, comienzan a investigar acerca de su paradero y descubren que Jamie Sharpe lo quejó malherido en un bote en el medio del océano para que muriera cuando ambos lo confrontan para encontrar el paradero de Heath, Jamie les dice que el plan fue de su padre, Adam. Poco después encuentran a Heath y lo llevan al hospital donde se recupera.
En noviembre del mismo año cuando Kyle se reencuentra con su exnovia Phoebe Nicholson ella intenta seducirlo pero él le dice que no está interesado, poco después cuando Kyle se da cuenta de que Phoebe estaba muy dolida después de que él la dejara en Melbourne para venir a la bahía sin darle ninguna explicación le pide disculpas. Poco después comienzan a salir nuevamente, la relación comienza a ponerse tensa cuando Phoebe se da cuenta de que Kyle ha cambiado desde que está cerca de sus hermanos decide confrontarlo y las cosas no mejoran cuando Kyle le revela que tiempo atrás él había secuestrado a Casey y a Tamara para vengarse por la muerte de su padre, lo que deja a Phoebe sorprendida. Poco después Phoebe decide regresar a Melbourne y le pide a Kyle que vaya con ella, sin embargo Kyle le dice que quiere estar cerca de sus hermanos por lo que Phoebe decide romper con él y se va, poco después Kyle se da cuenta de que todavía la amaba y que no podía estar sin ella por lo que decide ir a buscarla y cuando regresan a la bahía continúan su relación.
En mayo del 2014 cuando el padre de Phoebe, Mark Nicholson llega a la bahía intenta ofrecerle dinero a Kyle para que se aleje de su hija, pero él lo rechaza y le dice que ama a su hija.
En septiembre del mismo año Kyle queda destrozado cuando pierde a Casey, luego de que él recibiera un disparo por parte de Jake Pirovic, luego de que Casey intentara salvar a Josh Barrett.
El 21 de abril del 2016 Kyle fuera arrestado y enviado a prisión, luego de echarse la culpa de un robo a mano armada realizado por su novia Isla Schultz, para cubrirla, ya que creía que todos debían tener una segunda oportunidad, así como sus hermanos se la dieron a él al inicio.